# Villembray
Villembray ist eine französische Gemeinde mit 248 Einwohnern (Stand 1. Januar 2022) im Département Oise in der Region Hauts-de-France. Die Gemeinde liegt im Arrondissement Beauvais und ist Teil der Communauté de communes du Pays de Bray und des Kantons Grandvilliers.

## Geographie
Die Gemeinde im Pays de Bray liegt rund zehn Kilometer südlich von Songeons am Oberlauf des Avelon. Zu Villembray gehören die Weiler Lanlu und Le Méhet.

## Einwohner
| 1962 | 1968 | 1975 | 1982 | 1990 | 1999 | 2006 | 2011 |
| ---- | ---- | ---- | ---- | ---- | ---- | ---- | ---- |
| 149  | 156  | 142  | 125  | 148  | 206  | 241  | 248  |

## Sehenswürdigkeiten

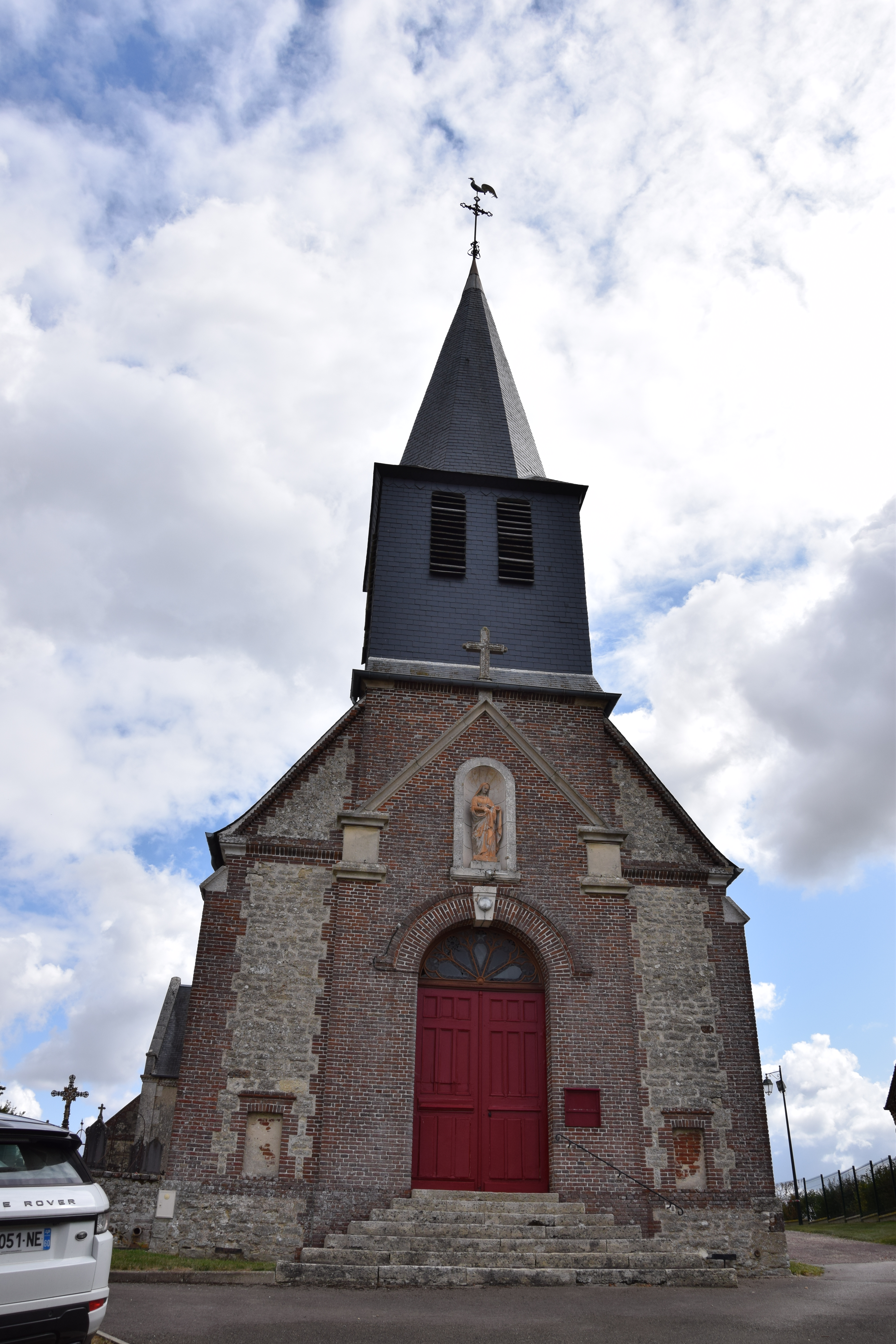
Kirche Notre-Dame-des-Fleurs

- Kirche Nativité-de-la-Sainte-Vierge[1]
- Kirche Notre-Dame-des-Fleurs